# Corps Silvania Dresden
Das Corps Silvania Tharandt zu Dresden ist eine pflichtschlagende und farbentragende Studentenverbindung im Kösener Senioren-Convents-Verband (KSCV). Das Corps wurde am 19. Mai 1859 an der Forstlichen Hochschule Tharandt gegründet.

## Couleur und Wahlspruch
Die Farben sind buchentriebgrün-weiß-gold, die Fuchsfarben buchentriebgrün-weiß auf goldener Perkussion. Im Sommer wird ein weißer Stürmer getragen.
Der Wahlspruch lautet: Neminem laede, neminem time.

## Geschichte

### Vorgeschichte
Von 1848 bis 1851 bestand in Tharandt bereits das Corps Silvania I (erloschene Corps) mit den Farben grün-rot-weiß, dessen Farben im Wappen der heutigen Silvania fortbestehen. Die Silvania I unterhielt seit ihrer Gründung eine enge Beziehung zu den Corps an der nahegelegenen Bergakademie Freiberg. So bestand um 1850 herum ein Kartell mit dem Corps Franconia Freiberg (damals noch mit den Farben grün-weiß-rot; heute Corps Franconia Fribergensis im Weinheimer Senioren-Convent).

### Gründungszeit
Der Bund wurde am 19. Mai 1859 an der Forstlichen Hochschule Tharandt gegründet.

### Aufnahme in den KSCV
Am 18. Januar 1923 wurde Silvania in den KSCV recipiert, also aufgenommen. Am 10. Oktober 1935 stellte sie unter dem Druck des NS-Regimes den Aktivenbetrieb ein. Die Alten Herren bildeten gemeinsam mit der Altherrenschaft des Corps Hercynia und der Tharandter Tischgesellschaft Zum Burgkeller die Kameradschaft "Hermann Löns", die vermutlich bis Kriegsende bestand.

### Nachkriegszeit
Da eine Rekonstitution in Tharandt auch nach Kriegsende ausgeschlossen war, übernahm 1953 das Corps Arminia München bis zur Deutschen Wiedervereinigung die Traditionspflege der Silvania. Sie nahm am 10. Juli 1958 die meisten noch lebenden Mitglieder der Silvania auf. Vier Mitglieder erhielten stattdessen zwischen 1957 und 1959 das Band des Corps Franconia Fribergensis.
1987 entstand in Tharandt die Idee einer Wiederbelebung der Studentenverbindung. Diese nannte sich 1989 noch Burschenschaft Silvania. Aufgrund von Streitigkeiten mit der alten Silvania um die Annahme des Corps-Status spaltete sich 1990 die Forstakademische Jagdcorporation Cervidia zu Tharandt (im WJSC) ab.

### Seit 2000
2009 verlegte das Corps von Tharandt nach Dresden. Es ist das erste Kösener Corps in der Landeshauptstadt Sachsens und hat vor allem Forstmeister in seinen Reihen. Seit dem Sommersemester 2024 besteht ein Vorstellungsverhältnis mit Bavaria Erlangen im KSCV.

## Mitglieder
- Hermann Reuß (1848–1931), Oberforstrat, Leiter der Höheren Forstlehranstalt in Mährisch Weißkirchen
- Johannes Blanckmeister (1898–1982), Forstwissenschaftler
- Eberhard von Breitenbuch (1910–1980), Oberforstmeister, Gutsherr, Widerstandskämpfer
- Fritz Loetsch (1909–1987), Forstwissenschaftler
- Hans Dietrich Schumann (1911–2001), Chirurg und Urologe in Rostock und Dresden